# Harmonização facial
A harmonização facial é um procedimento de intervenção estética que reúne diversas técnicas, como a bichectomia, aplicação de toxina botulínica, carboxiterapia, intradermoterapia, peelings químicos, lifting facial e preenchimentos com uso de produtos químicos como o ácido hialurônico e a toxina botulínica (botox). 
De acordo com o Conselho Federal de Biomedicina o profissional biomédico esteta está habilitado à orientar e realizar esses procedimentos invasivos não cirúrgicos, o cirurgião plástico também é habilitado. Por outro lado, é controversa a habilitação do cirurgião-dentista para a realização desse procedimento.
O objetivo do procedimento é a remodelagem do rosto do paciente, buscando atender os desejos e ânsias estéticas deste, com base numa análise médica da estrutura anatômica facial. A harmonização facial tem se popularizado por ser um procedimento pouco invasivo e ter um efeito direto sobre a autoestima dos pacientes. O procedimento tem grande repercussão nas mídias sociais, como o Instagram, tendo a adesão de influencers e celebridades. Essa popularização acompanha a proliferação de cursos de estética pelo Brasil.
Existem riscos na realização do procedimento: a falha em esterilizar pode acarretar quadros de infecção, os produtos quando não aplicados corretamente podem adentrar a corrente sanguínea, podendo causar choque anafilático, lesões na pele, cicatrizes, deformidades no rosto, morte celular e cegueira. O risco pode ser ainda maior para pessoas portadoras de doença autoimune, com processos inflamatórias e para quem faz uso de anticoagulantes.

## Procedimentos e Tratamentos no Ramo da Estética Facial

### Preenchimentos Dérmicos
Os preenchimentos dérmicos são substâncias injetáveis utilizadas para restaurar o volume e preencher áreas do rosto que perderam elasticidade e firmeza devido ao envelhecimento. Eles podem ser usados para suavizar rugas e linhas de expressão, preencher sulcos e vincos, e realçar características faciais, como lábios e maçãs do rosto.

### Toxina Botulínica
A toxina botulínica, comumente conhecida como botox, é um tratamento não cirúrgico que relaxa os músculos faciais, reduzindo temporariamente as rugas e linhas de expressão. É frequentemente utilizado para tratar rugas na testa, pés de galinha ao redor dos olhos e rugas entre as sobrancelhas.

### Rinoplastia
A rinoplastia é um procedimento cirúrgico que remodela o nariz, alterando sua forma e estrutura. Pode ser realizada para melhorar a aparência estética do nariz, corrigir assimetrias, diminuir ou aumentar o tamanho do nariz, ou melhorar a função respiratória.

### Lifting Facial
O lifting facial, também conhecido como ritidoplastia, é um procedimento cirúrgico que visa melhorar os sinais visíveis de envelhecimento no rosto e no pescoço. Ele envolve a remoção do excesso de pele, o reposicionamento dos tecidos faciais e a restauração da firmeza e aparência mais jovem da face.

### Peeling Químico
O peeling químico é um procedimento não cirúrgico que utiliza substâncias químicas para esfoliar a camada superficial da pele. Isso ajuda a melhorar a textura da pele, reduzir manchas, suavizar rugas finas e estimular a produção de colágeno, resultando em uma aparência mais rejuvenescida e saudável.

### Importância da Estética Facial
A estética facial desempenha um papel significativo na autoestima e na confiança de muitas pessoas. Uma aparência facial atraente pode aumentar a confiança e melhorar a qualidade de vida. Além disso, a estética facial também está associada à saúde emocional e ao bem-estar geral dos indivíduos.